# 鹿町町
鹿町町（日语：／ Shikamachi chō */?）是位于日本長崎縣北部的城鎮，屬北松浦郡。
過去曾經因為北松煤礦而繁榮，但現在以漁業與農業為主要產業。

## 歷史

### 年表
- 1889年4月1日：實施町村制，設置鹿町村。[1]
- 1947年10月1日：改制為鹿町町。
- 1958年10月1日：由原本的改名為，漢字仍為「鹿町」。

## 交通

### 鐵路
- 松浦鐵道
  - 西九州線：江迎鹿町車站

## 教育

### 高等學校
- 長崎縣立鹿町工業高等學校

## 姊妹都市

### 日本
- 鹿追町（北海道河東郡）

## 外部連結
- （日語） 鹿町海洋俱樂部
- （日語） 海與鳥的自然體驗館